# 惠勒冰川
惠勒冰川（英語：Wheeler Glacier），是南極洲的冰川，位於南喬治亞島南岸，流經弗雷澤山北坡，全長3.2公里，由英國南極名稱諮詢委員會命名，現時由英國海外領土管轄。